# Acyphoderes rubrohirsutotibialis
Acyphoderes rubrohirsutotibialis är en skalbaggsart som beskrevs av Friedrich F. Tippmann 1953. Acyphoderes rubrohirsutotibialis ingår i släktet Acyphoderes och familjen långhorningar. Inga underarter finns listade i Catalogue of Life.